# Odontochilus
Odontochilus là một chi thực vật có hoa trong họ Lan.